# Аль-Каласади
Абу-ль-Хасан Али ибн Мухаммад ибн Мухаммад ибн Ади аль-Кураши аль-Басти аль-Каласади (1412, Баса, Гранадский эмират — 1486, Беджа, Тунис) — западноарабский математик и специалист по исламскому наследственному праву.
Написал «Снятие покрывала с науки цифр губар», «Канон арифметики», «Разъяснение биномиалей», ряд трактатов о разделе наследства. Ал-Каласади сделал попытку ввести в исламскую математику символическую алгебраическую нотацию. Введённая им символика была впоследствии развита Ибн Хамзой.